# Iannis Kanakis
Iannis Kanakis —grec: Γιάννης Κανάκης— (Kavala, 27 d'agost de 1927-Atenes, 24 de març de 2016) va ser un futbolista grec que jugà en la demarcació de davanter onze temporades a l'AEK d'Atenes amb el qual aconseguí guanyar dos títols de la copa grega de futbol (1950 i 1956). Va jugar un partit amb la selecció de futbol de Grècia. El va disputar el 14 d'octubre de 1951 en qualitat d'amistós contra França, amb un marcador final d'1-0 a favor del combinat francès després del gol de Sonieu.